# J.League Division 2 2012
Die J.League Division 2 2012 war die vierzehnte Spielzeit der japanischen J.League Division 2. An ihr nahmen 22 Vereine teil. Die Saison begann am 4. März und endete am 11. November 2012, die anschließend zum ersten Mal durchgeführten Aufstiegsplayoffs zwischen den Teams auf den Plätzen 3 bis 6 zur Bestimmung des dritten Aufsteigers fanden am 18. und 23. November statt.
Meister und damit Aufsteiger in die J.League Division 1 2012 wurde Ventforet Kofu. Neben Kofu stieg auch der Vizemeister Shonan Bellmare auf. In den Aufstiegsplayoffs setzte sich der Sechstplatzierte Ōita Trinita durch.
Erstmals seit Gründung der Division 2 war zudem der Abstieg in eine niedrigere Spielklasse möglich. Letztlich wurde diese unglückliche Ehre dem Tabellenletzten FC Machida Zelvia zuteil, der nach nur einem Jahr in der zweiten japanischen Liga in die Japan Football League 2013 versetzt wurde.

## Modus
Die Vereine spielten ein Doppelrundenturnier aus; somit ergaben sich insgesamt 42 Partien pro Mannschaft. Für einen Sieg gab es drei Punkte, bei einem Unentschieden einen Zähler. Die Tabelle wurde also nach den folgenden Kriterien erstellt:
1. Anzahl der erzielten Punkte
2. Tordifferenz
3. Erzielte Tore
4. Ergebnisse der Spiele untereinander
5. Entscheidungsspiel oder Münzwurf

Die zwei Vereine mit den meisten Punkten stiegen am Ende der Saison direkt in die J.League Division 1 2013 auf.
Der dritte Aufsteiger wurde durch ein Turnier im K.-o.-System über zwei Runden zwischen den Mannschaften auf den Plätzen 3 bis 6 ermittelt. Hierbei spielte der Dritte gegen den Sechsten, der Vierte trat gegen den Fünften an. Die höherplatzierte Mannschaft genoss Heimrecht. Im Falle eines Unentschiedens nach 90 Minuten kam der besserplatzierte Verein eine Runde weiter. Das Finale fand im Olympiastadion Tokio statt, der Sieger stieg in die Division 1 auf.
Erstmals seit Gründung der Division 2 konnten bis zu zwei Mannschaften in die Japan Football League 2013 abstiegen. Die genauen Umstände hingen hierbei von der Anzahl der aufstiegsberechtigten Teams auf den ersten zwei Plätzen der JFL ab. Bei zwei solcher Mannschaften stieg der Tabellenletzte der Division 2 direkt ab, der Vorletzte musste in zwei Relegationsspielen gegen den JFL-Vizemeister antreten. Gab es nur eine aufstiegsberechtigte Mannschaft unter den besten zwei JFL-Vereinen, stieg der Division 2-Tabellenletzte direkt ab, falls der JFL-Vertreter Meister geworden war, ansonsten wurden auch hier zwei Relegationsspiele durchgeführt.

## Teilnehmer
Insgesamt nahmen 22 Mannschaften an der Spielzeit teil, zwei mehr als in der Spielzeit zuvor. Hierbei stiegen am Ende der Vorsaison drei Vereine in die Division 1 2012 auf. Meister FC Tokyo konnte den Abstieg aus dem Oberhaus am Ende der Saison 2010 sofort reparieren, der Drittplatzierte Consadole Sapporo kehrte nach drei Jahren Division 2 zum dritten Mal in die Division 1 zurück. Zwischen Tokyo und Consadole platzierte sich Sagan Tosu, die als letzte Mannschaft der Division 2-Gründungsmitglieder nach dreizehn Jahren in dieser Spielklasse den ersten Aufstieg in die Division 1 schafften.
Die drei Aufsteiger wurden durch drei Vereine aus der Division 1 ersetzt. Der Tabellen-Sechzehnte Ventforet Kofu und der Siebzehnte Avispa Fukuoka kehrten beide nach nur einem Jahr im Oberhaus in die Division 2 zurück, während Schlusslicht Montedio Yamagata eine dreijährige Zugehörigkeit zur Division 1 beendete.
Vervollständigt wurde das Teilnehmerfeld durch FC Machida Zelvia, Drittplatzierter der Japan Football League 2011, sowie Matsumoto Yamaga FC, Vierter der gleichen Saison. Mit diesen beiden Vereinen war die angestrebte Maximalanzahl von 22 Vereinen für die Spielklasse erreicht.
| Verein                    | Stadt/Region         | Stadion                                 |
| ------------------------- | -------------------- | --------------------------------------- |
| Avispa Fukuoka            | Fukuoka, Fukuoka     | Level-5 Stadium                         |
| Ehime FC                  | Matsuyama, Ehime     | Ningineer Stadium                       |
| Fagiano Okayama           | Okayama, Okayama     | Kanko Stadium1                          |
| Gainare Tottori           | Tottori, Tottori     | Tottori Bank Bird Stadium               |
| FC Gifu                   | Gifu, Gifu           | Nagaragawa Stadium2                     |
| Giravanz Kitakyūshū       | Kitakyūshū, Fukuoka  | Honjō Athletic Stadium                  |
| JEF United Ichihara Chiba | Chiba, Chiba         | Fukuda Denshi Arena                     |
| Kataller Toyama           | Toyama, Toyama       | Toyama Athletic Recreation Park Stadium |
| Kyōto Sanga               | Kyōto, Kyōto         | Nishikyōgoku Athletic Stadium3          |
| FC Machida Zelvia         | Machida, Tokio       | Machida Municipal Stadium4              |
| Matsumoto Yamaga FC       | Matsumoto, Nagano    | Matsumotodaira Park Stadium Alwin       |
| Mito HollyHock            | Mito, Ibaraki        | K's denki Stadium                       |
| Montedio Yamagata         | Tendō, Yamagata      | ND Soft Stadium                         |
| Ōita Trinita              | Ōita, Ōita           | Ōita Bank Dome                          |
| Roasso Kumamoto           | Kumamoto, Kumamoto   | Kumamoto Athletics Stadium5             |
| Shonan Bellmare           | Hiratsuka, Kanagawa  | Shonan BMW Stadium Hiratsuka            |
| Thespa Kusatsu            | Kusatsu, Gunma       | Shoda Shoyu Stadium Gunma6              |
| Tochigi SC                | Tochigi, Tochigi     | Tochigi Green Stadium                   |
| Tokushima Vortis          | Tokushima, Tokushima | Pocarisweat Stadium                     |
| Tokyo Verdy               | Tokio                | Ajinomoto Stadium7                      |
| Ventforet Kofu            | Kofu, Yamanashi      | Yamanashi Chūō Bank Stadium             |
| Yokohama FC               | Yokohama, Kanagawa   | NHK Spring Mitsuzawa Football Stadium8  |

Bemerkungen
1. Fagiano Okayama trug ein Heimspiel im Tsuyama Athletics Stadium in Tsuyama, Okayama aus.[2]
2. FC Gifu trug vier Heimspiele im benachbarten Nagaragawa Ballgame Field Meadow, einem Nebenplatz des Nagaragawa Stadium, aus.[3]
3. Kyōto Sanga trug ein Heimspiel im Kagoshima Kamoike Stadium in Kagoshima, Kagoshima aus.[4]
4. FC Machida Zelvia trug ein Heimspiel im Komazawa Olympic Park Stadium aus.[5]
5. Roasso Kumamoto trug drei Spiele im Kumamoto Suizenji Stadium in Kumamoto aus.[6]
6. Thespa Kusatsu trug zwei Heimspiele im Kumagaya Athletic Stadium in Kumagaya, Saitama aus.[7]
7. Tokyo Verdy trug je zwei Heimspiele im Komazawa Olympic Park Stadium und im Ajinomoto Field Nishigaoka sowie ein Spiel im Olympiastadion Tokio aus.[8]
8. Yokohama FC trug ein Heimspiel im Fukushima Azuma Stadium in Fukushima, Fukushima aus.[9]

## Trainer
| Verein              | Cheftrainer                                              |
| ------------------- | -------------------------------------------------------- |
| Montedio Yamagata   | Ryōsuke Okuno                                            |
| Mito HollyHock      | Tetsuji Hashiratani                                      |
| Tochigi SC          | Hiroshi Matsuda                                          |
| Thespa Kusatsu      | Hiroshi Soejima                                          |
| JEF United Chiba    | Takashi Kiyama                                           |
| Tokyo Verdy         | Ryōichi Kawakatsu → Shin’ichirō Takahashi                |
| FC Machida Zelvia   | Osvaldo Ardiles → Naoki Kusunose → Yutaka Akita          |
| Yokohama FC         | Yasuyuki Kishino → Takahiro Taguchi → Motohiro Yamaguchi |
| Shonan Bellmare     | Cho Kwi-jae                                              |
| Ventforet Kofu      | Hiroshi Jōfuku                                           |
| Matsumoto Yamaga FC | Yasuharu Sorimachi                                       |
| Kataller Toyama     | Takayoshi Amma                                           |
| FC Gifu             | Kōji Gyōtoku                                             |
| Kyoto Sanga FC      | Takeshi Ōki                                              |
| Gainare Tottori     | Hideo Yoshizawa                                          |
| Fagiano Okayama     | Masanaga Kageyama                                        |
| Tokushima Vortis    | Shinji Kobayashi                                         |
| Ehime FC            | Ivica Barbarić                                           |
| Avispa Fukuoka      | Kōji Maeda → Futoshi Ikeda                               |
| Giravanz Kitakyushu | Yasutoshi Miura                                          |
| Roasso Kumamoto     | Takuya Takagi                                            |
| Oita Trinita        | Kazuaki Tasaka                                           |

## Spieler
| Verein              | Spieler |
| ------------------- | --- |
| Montedio Yamagata   | Kenta Shimizu (42/0), Ryō Kobayashi (36/1), Hidenori Ishii (28/4), Shōgo Nishikawa (37/1), Kazuya Maeda (24/0), Takumi Yamada (9/0), Katsuyuki Miyazawa (19/0), Yūji Funayama (27/2), Yūki Nakashima (41/9), Shun Itō (2/0), Tomotaka Kitamura (3/0), Tatsuya Ishikawa (41/3), Takuya Miyamoto (16/0), Masaki Miyasaka (40/6), Tomoyasu Hirose (18/1), Hiroki Bandai (32/4), Masaru Akiba (41/8), Daichi Kawashima (2/0), Ryōta Nagata (20/2), Kōhei Higa (10/0), Naoya Okane (8/0), Tetsurō Ōta (15/1), Masato Yamazaki (35/4), Branquinho (13/3), Ryōhei Hayashi (16/2) |
| Mito HollyHock      | Kōji Homma (42/0), Yūki Okada (11/0), Naoki Wako (30/0), Kei Omoto (30/0), Hiroki Katō (8/1), Tsukasa Shiotani (25/2), Sai Kanakubo (3/0), Shō Murata (10/0), Kōta Yoshihara (18/1), Kōji Hashimoto (38/6), Kōhei Mishima (9/0), Tatsuya Okamoto (18/8), Kenta Nishioka (35/2), Yūki Shimada (29/4), Kōsei Ishigami (27/0), Yūto Suzuki (19/1), Kim Yong-gi (20/1), Kenji Dai (8/0), Yōhei Sakai (6/0), Kōhei Uchida (4/0), Romero Frank (41/5), Daisuke Ichikawa (32/1), Tsukasa Ozawa (39/7), Yūki Yamamura (5/1), Takayuki Suzuki (36/4), Kenta Hoshihara (11/1), Kazunori Yoshimoto (2/1), Jun’ya Hosokawa (7/1)                                                                                      |
| Tochigi SC          | Kunihiro Shibazaki (5/0), Yoshiya Nishizawa (9/0), Masashi Ōwada (22/1), Shūto Suzuki (4/0), Takefumi Tōma (29/2), Paulinho (29/1), Kōji Hirose (41/11), Sabia (38/9), Kazumasa Takagi (41/4), Kazuhisa Kawahara (16/0), Takumi Motohashi (4/0), Kazunori Kan (32/1), Kenji Arabori (17/0), Makoto Sugimoto (27/4), Tatsunori Yamagata (19/0), Hideyuki Akai (21/1), Ryūta Sasaki (15/0), Hiroyuki Takeda (35/0), Yūki Natsume (34/1), Masaki Yanagawa (4/0), Yoo Dea-hyun (8/0), Tatsuya Onodera (26/3), Hirokazu Usami (23/0), Tomoyuki Suzuki (3/0), Takurō Kikuoka (39/7), Cha Young-hwan (24/2), Yūdai Tanaka (4/0), Kōhei Usui (1/0), Satoshi Kukino (13/1)                                         |
| Thespa Kusatsu      | Keisuke Naitō (2/0), Sunao Hozaki (10/0), Takafumi Mikuriya (36/2), Takuya Nagata (36/0), Hideyuki Nakamura (30/0), Kazuki Sakurada (35/1), Yūsuke Hayashi (27/0), Keisuke Endō (37/1), Lincoln (16/4), Heberty (22/5), Kim Seng-yong (39/3), Shingo Arizono (13/0), Shingo Kumabayashi (34/1), Tatsuki Kobayashi (36/4), Ryōta Doi (18/0), Satoru Hoshino (6/0), Hiroyuki Sugimoto (18/1), Ryō Gotō (21/0), Hiroto Yamamoto (2/0), Kazuma Kita (40/0), Tatsushi Koyanagi (27/0), Daichi Inui (7/0), Shōhei Yokoyama (19/1), Alex Rafael (10/3), Yūki Matsushita (37/3) |
| JEF United Chiba    | Masahiro Okamoto (34/0), Masataka Sakamoto (9/0), Akira Takeuchi (42/2), Ryōta Aoki (2/0), Satoshi Yamaguchi (37/5), Mark Milligan (9/2), Yūto Satō (31/2), Aaroy (15/1), Masaki Fukai (36/4), Reginaldo (10/0), Kōki Yonekura (22/2), Kei Yamaguchi (8/0), Tomoyuki Arata (20/6), Akihiro Hyōdō (41/7), Kentarō Satō (34/0), Ryō Kushino (9/0), Yoshihito Fujita (36/15), Yūsuke Tanaka (34/8), Daisuke Itō (25/2), Yūichi Kubo (2/0), Eijirō Takeda (28/0), Keiji Watanabe (9/0), Yamato Machida (7/0), Kazuki Ōiwa (33/2), Shōhei Ōtsuka (15/1), Shunki Takahashi (14/0), Ricardo Lobo (12/0), Tatsuya Yazawa (14/2)                                                                                   |
| Tokyo Verdy         | Yōichi Doi (18/0), Mitsuyuki Yoshihiro (2/0), Kōta Fukatsu (32/3), Shōhei Takahashi (38/6), Naoya Saeki (2/0), Yūsuke Nakatani (20/0), Kōsei Shibasaki (13/0), Masaki Chūgo (19/2), Takuma Abe (40/18), Yūki Kobayashi (24/4), Norihiro Nishi (38/6), Junki Koike (23/3), Josimar (16/1), Kazunori Iio (35/4), Yukio Tsuchiya (31/1), Seiichirō Maki (18/1), Yūsuke Mori (39/2), Alex (9/1), Ryōsuke Tone (8/0), Takuya Wada (39/0), Ryōta Kajikawa (35/3), Shūto Minami (4/0), Takahiro Shibasaki (24/0), Takahiro Tanaka (5/0), Kōki Takenaka (1/0), Ryūji Sugimoto (3/0), Shōya Nakajima (8/4), Naoki Maeda (4/0), Ken’yū Sugimoto (18/5), Bae Dae-won (3/0), Jymmy Franca (7/1), Ryōsuke Kijima (9/0) |
| FC Machida Zelvia   | Tomohito Shūgyō (34/0), Kazuki Tsuda (22/0), Taisei Fujita (38/0), Kazuyuki Toda (2/0), Masakazu Tashiro (34/0), Kōsuke Ōta (38/4), Yoshinori Katsumata (26/3), Takumi Ogawa (1/0), Dragan Dimic (32/4), Ryō Sakai (1/0), Ryūto Ōtake (6/0), Jun Sonoda (21/0), Shōhei Yanagizaki (20/0), Yoshihiro Shōji (27/0), Takafumi Suzuki (38/7), Kai Miki (34/1), Yūki Kitai (38/5), Kōji Suzuki (18/0), Takashi Aizawa (9/0), Katsuya Senzaki (1/0), Kazuki Hiramoto (36/5), Colin Marshall (27/0), Kōhei Katō (29/0), Kōhei Shimoda (16/1), Lee Gang-jin (11/1), Shūto Kōno (15/1) |
| Yokohama FC         | Junnosuke Schneider (34/0), Takumi Abe (39/1), Roberto (2/0), Bae Seung-jin (36/0), Tsuyoshi Hakkaku (29/0), Keiji Takachi (34/3), Tomoya Uchida (9/1), Kensuke Satō (28/3), Hiroaki Namba (9/0), Kaio (25/10), Kazuyoshi Miura (14/1), Yōsuke Nozaki (36/4), Yūto Takeoka (34/7), Takanori Nakajima (3/0), Takahiro Nakazato (27/1), Yūichirō Nagai (7/2), Kōsuke Onose (15/2), Masaki Watanabe (6/0), Masaaki Ideguchi (13/0), Satoshi Horinouchi (22/2), Hiroshi Nakano (9/0), Park Tae-hong (3/0), Tsukasa Morimoto (23/3), Yūki Nogami (3/0), Kentarō Seki (8/0), Arata Sugiyama (27/0), Yutaka Tahara (30/7), Tetsuya Ōkubo (42/12), Shin’ichi Terada (16/0)                                        |
| Shonan Bellmare     | Kim Yeong-gi (4/0), Shōma Kamata (40/0), Wataru Endō (32/7), Takahiro Yamaguchi (10/0), Shōta Kobayashi (38/3), Ryōta Nagaki (41/2), Han Kook-young (27/0), Kōji Sakamoto (25/0), Macena (2/0), Quirino (17/7), Daisuke Kikuchi (39/7), Yūya Nakamura (8/2), Ken Iwao (2/0), Tōmi Shimomura (17/1), Yūzō Iwakami (21/5), Yūki Igari (6/0), Kenji Baba (28/9), Tatsuya Furuhashi (36/5), Shūhei Ōtsuki (18/5), Kōhei Mihara (6/0), Takuya Matsumoto (1/0), Kazunari Ōno (38/2), Kaoru Takayama (38/6), Taisuke Miyazaki (16/1), Masashi Kamekawa (37/0), Lee Min-soo (3/0), Ryōhei Yoshihama (3/1), Tsuyoshi Shimamura (32/3), Alex (2/0)                                                                  |
| Ventforet Kofu      | Kōta Ogi (42/0), Kensuke Fukuda (41/1), Daisuke Tomita (7/0), Hideomi Yamamoto (40/2), Douglas (29/1), Shō Sasaki (35/2), Katsuya Ishihara (23/1), Atsushi Katagiri (12/1), Hiroyuki Takasaki (27/5), Atsushi Izawa (31/2), Davi (38/32), Choi Sung-keun (9/0), Genki Nagasato (27/4), Kōta Aoki (13/0), Masaru Matsuhashi (14/0), Takuma Tsuda (23/1), Yoshifumi Kashiwa (41/4), Kōhei Morita (25/0), Pimba (10/0), Fernandinho (17/1), Yūki Horigome (21/1), Renato (3/0), Teruyoshi Itō (25/0), Naoki Hatada (5/1), Hidetoshi Miyuki (5/0), Kazunari Hosaka (24/1) |
| Matsumoto Yamaga FC | Ryūji Itō (3/0), Masaki Iida (39/1), Kenta Komatsu (22/1), Shōta Imai (2/0), Ryūji Kitamura (4/0), Kento Tsurumaki (32/3), Eydison (8/0), Allisson Ricardo (6/1), Masato Katayama (7/0), Tetsuya Kijima (23/2), Mutsumi Tamabayashi (38/2), Hiroshi Tetsuto (37/3), Ken Hisatomi (3/1), Akihito Kusunose (30/0), Shōgo Shiozawa (35/11), Yūsuke Sudō (2/0), Yōsuke Nozawa (29/0), Akito Tachibana (1/0), Atsuto Tatara (42/3), Yūji Fujikawa (7/1), Yūto Shirai (14/0), Masahiro Ōhashi (18/1), Kazuya Iio (41/3), Takumi Watanabe (12/0), Takayuki Funayama (40/12), Ryōsuke Kijima (6/0), Shingo Kukita (7/0), Tsukasa Masuyama (1/0), Yoon Sung-yeul (23/0), Kōhei Kiyama (39/0), Choi Su-bin (9/1)    |
| Kataller Toyama     | Tatsumi Iida (8/0), Shō Asuke (34/1), Shunsuke Fukuda (35/4), Naoto Yoshii (18/0), Makoto Nishino (20/0), Daisuke Asahi (15/2), Yōhei Ōnishi (39/1), Teruaki Kurobe (29/5), Takuya Kokeguchi (25/4), Seo Yong-duk (38/5), Kai Hirano (22/1), Yukihiro Yamase (8/0), Ryō Hiraide (26/0), Yūsuke Yada (23/0), Keisuke Kimoto (16/0), Kōken Katō (31/3), Yōsuke Ikehata (29/0), Ryōga Sekihara (15/0), Takuya Yoshikawa (10/0), Yūki Matsubara (6/0), Taijirō Mori (14/0), Kenta Yoshikawa (16/0), Yūdai Nishikawa (25/5), Kazuya Myōdō (4/1), Shōta Kimura (35/3), Tatsuya Tsuruta (14/0), Takahiro Kuniyoshi (9/2), Tatsuya Morita (22/0)                                                                  |
| FC Gifu             | Kyōhei Noda (3/0), Akihiro Noda (26/0), Shōhei Ikeda (10/0), Shūto Tanaka (37/0), Toshihiro Hattori (42/1), Hidemi Jinushizono (18/2), Ri Han-jae (32/1), Naoya Umeda (10/0), Hiroki Higuchi (34/6), Kazuki Someya (36/1), Taira Inoue (42/2), Masato Yamazaki (6/0), Kim Dong-gwon (4/0), Shun Nogaito (34/0), Kōichi Satō (33/10), Hikaru Mita (12/0), Daisuke Tada (15/0), Suguru Hashimoto (20/0), Kazuki Murakami (18/0), Hiroshi Sekita (35/1), Kazuto Sakamoto (1/0), Kōhei Nakashima (16/0), Bruno (1/0), Ryūji Hirota (22/1), Daiki Oizumi (11/0), Shōgo Tokihisa (24/0), Abuda (12/1), Kim Jung-hyun (9/0), Tatsuya Arai (3/0), Danilo (6/1), Hirofumi Moriyasu (3/0)                           |
| Kyoto Sanga FC      | Yūichi Mizutani (42/0), Ryūsuke Sakai (7/0), Yūta Someya (27/0), Michitaka Akimoto (22/2), Takashi Uchino (3/0), Hwang Te-song (21/1), Jung Woo-young (33/1), Jun Andō (42/3), Kōhei Kudō (42/4), Kazuki Hara (26/6), Takumi Miyayoshi (39/11), Shun Nagasawa (14/1), Hiroki Nakayama (39/6), Takayuki Fukumura (37/0), Kazuki Kuranuki (13/0), Yōhei Naitō (16/1), Bajalica (26/1), Yoshiaki Komai (32/6), Atsutaka Nakamura (41/14), Yūta Itō (10/1), Riki Harakawa (3/0), Kazuki Mine (2/0), Yūya Kubo (20/1), Sanou (9/2) |
| Gainare Tottori     | Atsushi Inoue (3/0), Eiichirō Ozaki (29/1), Hidenori Katō (30/0), Kenta Togawa (34/2), Tomokazu Nagira (16/1), Shōta Koide (37/4), Atsushi Mio (42/4), Noriaki Sanenobu (28/3), Kenny Cunningham (9/1), Yūichi Kubo (16/2), Tomoyuki Yoshino (20/1), Yasumichi Uchima (11/0), Kim Sun-min (8/0), Toshitaka Tsurumi (29/3), Nobutaka Suzuki (1/0), Takahiko Sumida (26/4), Roy Smith (6/0), Eijirō Mori (34/2), Katsunari Mizumoto (21/0), Keisuke Kumazawa (7/0), Yasuhiro Okuyama (37/1), Shūji Fujimoto (5/0), Osamu Miura (17/0), Akito Miura (25/0), Masato Fukui (27/2), Masayuki Okano (20/0), Kiyomitsu Kobari (39/0)                                                                              |
| Fagiano Okayama     | Hirotsugu Nakabayashi (42/0), Masahiko Sawaguchi (41/0), Keita Gotō (41/1), Tetsushi Kondō (4/0), Ryūjirō Ueda (34/1), Kim Min-kyun (38/6), Takanori Chiaki (36/0), Anderson (1/0), Tiago (20/1), Shin’ichirō Kuwada (21/0), Takayoshi Ishihara (35/2), Ren Sengoku (41/3), Kōta Hattori (14/0), Tadashi Takeda (34/1), Yūta Nakano (16/1), Kengo Kawamata (38/18), Kōjirō Shinohara (12/0), Ryō Tadokoro (34/4), Kazuya Okazaki (3/0), Tsubasa Ōya (2/0), Yūgo Ichiyanagi (12/0), Sōichi Tanaka (2/0), Hiroaki Kamijō (15/0), Kenji Sekido (37/3), Makoto Mimura (11/0) |
| Tokushima Vortis    | Tatsuya Enomoto (10/0), Takashi Miki (17/0), Yūya Hashiuchi (25/3), Elizeu (9/2), Takashi Hirajima (12/0), Hiroyuki Nishijima (28/2), Takaaki Tokushige (20/1), Jun Aoyama (16/1), Douglas (28/4), Tatsuya Suzuki (28/1), Tomohiro Tsuda (35/9), Keita Sugimoto (1/0), Takeshi Hamada (29/1), Keisuke Ōta (20/0), Daisuke Saitō (22/0), Yū Etō (35/6), Kōhei Miyazaki (24/2), Kim Jong-min (25/3), Kazumasa Uesato (32/0), Oh Seung-hoon (31/0), Diogo (26/3), Masahiro Nasukawa (36/1), Yūki Ōkubo (9/0), Alex (14/3), Shō Hanai (31/1), Tōru Hasegawa (1/0), Yōhei Fukumoto (23/0) |
| Ehime FC            | Nobuhisa Urata (32/1), Tomic (25/1), Kazuhito Watanabe (18/0), Alair (24/2), Daiki Tamori (27/0), Takanori Maeno (41/3), Kenta Uchida (31/2), Kōki Arita (37/14), Kengo Ishii (37/6), Eigo Sekine (25/0), Hiroshi Azuma (25/3), Hikaru Kuba (10/0), Shūichi Akai (36/5), Shunsuke Ōyama (34/4), Masaru Katō (19/2), Susumu Ōki (1/0), Takuya Sonoda (32/0), Yūsei Ogasawara (15/0), Kenji Fukuda (14/0), Naoya Fuji (1/1), Takumi Murakami (38/1), Ryōta Takasugi (8/0), Shun Itō (13/1), Yōta Akimoto (42/0) |
| Avispa Fukuoka      | Ryūichi Kamiyama (32/0), Kim Min-je (27/0), Ryū Okada (25/0), Takumi Wada (24/0), Masahiro Koga (33/1), Kazuki Yamaguchi (14/0), Toshiya Sueyoshi (32/1), Jun Suzuki (36/3), Samir (11/0), Hisashi Jōgo (41/12), Yutaka Takahashi (31/3), Shōgo Kobara (23/1), Masakazu Kihara (23/3), Daisuke Sakata (40/8), Daisuke Ishizu (27/3), Oh Chang-hyun (8/0), Gō Nishida (28/3), Shō Naruoka (37/6), Yōsuke Miyaji (2/0), Hiroyuki Omata (19/0), Kōhei Kawata (10/0), Tokio Hatamoto (16/0), Shunsuke Tsutsumi (23/0), Osmar (14/5) |
| Giravanz Kitakyushu | Yūya Satō (42/0), Tōru Miyamoto (33/0), Tomoaki Komorida (18/2), Satoshi Nagano (5/0), Kim Jong-pil (18/1), Yūki Fuji (18/0), Yūji Kimura (41/1), Kōta Morimura (19/0), Yasuaki Ōshima (8/0), Kōdai Yasuda (35/1), Tomoki Ikemoto (34/7), Mitsuhiro Seki (33/0), Ryō Takeuchi (30/3), Kentoku Noborio (8/1), Takayuki Tada (22/1), Yūki Nagahata (1/0), Satoshi Tokiwa (28/5), Hiroyuki Hayashi (21/2), Leonardo (13/3), Jin Hanato (39/14), Colin Killoran (29/3), Kōji Takano (2/0), Daiki Watari (24/5), Ryōhei Arai (34/1), Ryōsuke Kawanabe (16/0), Miran Kabe (2/0), Shūto Nakahara (5/1), Shingo Suzuki (9/0)                                                                                      |
| Roasso Kumamoto     | Fumiya Iwamaru (4/0), Yūtarō Takahashi (22/2), Tomonobu Hiroi (35/1), Daisuke Yano (28/2), Tadayo Fukuō (11/0), Shōsuke Katayama (40/2), Taku Harada (35/0), Choi Kun-sik (17/1), Yūji Yabu (40/1), Chikara Fujimoto (21/1), Nozomi Ōsako (24/3), Kōsuke Taketomi (37/14), Atsushi Ichimura (25/1), Kazuki Saitō (30/4), Yūta Minami (39/0), Junki Goryō (21/2), Kento Shiratani (13/0), Kōsuke Yoshii (29/1), Shingo Nejime (14/1), Kazuto Tsuyuki (22/0), Masaaki Nishimori (13/0), Shun’ichi Tanaka (4/0), Fabio (3/0), Hayato Nakama (15/0), Yūki Yamazaki (3/0), Yōhei Kurakawa (34/1), Hideaki Kitajima (8/3)                                                                                       |
| Oita Trinita        | Keisuke Shimizu (40/0), Yūji Fujikawa (4/0), Akihiro Sakata (40/4), Yūji Sakuda (23/1), Masashi Wakasa (6/0), Kōhei Tokita (23/0), Kōki Kotegawa (13/1), Hironori Nishi (24/3), Kazushi Mitsuhira (39/14), Choi Jung-han (28/3), Shinji Murai (37/5), Daiki Takamatsu (32/5), Yūdai Inoue (1/0), Takuma Nagayoshi (7/0), Yū Yasukawa (26/0), Naoya Ishigami (39/1), Lee Dong-myung (18/1), Kim Chang-hun (6/0), Yasuhito Morishima (37/14), Kenta Tanno (2/0), Kim Jeong-hyun (8/0), Ryōsuke Tada (1/0), Yū Kijima (28/4), Yūsuke Gotō (2/0), Ken Matsubara (10/0), Hirotaka Tameda (31/2), Takenori Hayashi (5/0), Masashi Miyazawa (39/0), Takuya Marutani (14/0)                                       |

## Statistik

### Tabelle
| Pl.                    | Verein                    | Sp. | S  | U  | N  | Tore    | Diff. | Punkte |
| ---------------------- | ------------------------- | --- | -- | -- | -- | ------- | ----- | ------ |
| 1.                     | Ventforet Kofu (A)        | 42  | 24 | 14 | 4  | 063:350 | +28   | 86     |
| 2.                     | Shonan Bellmare           | 42  | 20 | 15 | 7  | 066:430 | +23   | 75     |
| 3.                     | Kyōto Sanga               | 42  | 23 | 5  | 14 | 061:450 | +16   | 74     |
| 4.                     | Yokohama FC               | 42  | 22 | 7  | 13 | 062:450 | +17   | 73     |
| 5.                     | JEF United Ichihara Chiba | 42  | 21 | 9  | 12 | 061:330 | +28   | 72     |
| 6.                     | Ōita Trinita              | 42  | 21 | 8  | 13 | 059:400 | +19   | 71     |
| 7.                     | Tokyo Verdy               | 42  | 20 | 6  | 16 | 065:460 | +19   | 66     |
| 8.                     | Fagiano Okayama           | 42  | 17 | 14 | 11 | 041:340 | +7    | 65     |
| 9.                     | Giravanz Kitakyūshū       | 42  | 19 | 7  | 16 | 053:470 | +6    | 64     |
| 10.                    | Montedio Yamagata (A)     | 42  | 16 | 13 | 13 | 051:490 | +2    | 61     |
| 11.                    | Tochigi SC                | 42  | 17 | 9  | 16 | 050:490 | +1    | 60     |
| 12.                    | Matsumoto Yamaga FC (N)   | 42  | 15 | 14 | 13 | 046:430 | +3    | 59     |
| 13.                    | Mito HollyHock            | 42  | 15 | 11 | 16 | 047:490 | −2    | 56     |
| 14.                    | Roasso Kumamoto           | 42  | 15 | 10 | 17 | 040:480 | −8    | 55     |
| 15.                    | Tokushima Vortis          | 42  | 13 | 12 | 17 | 045:490 | −4    | 51     |
| 16.                    | Ehime FC                  | 42  | 12 | 14 | 16 | 047:460 | +1    | 50     |
| 17.                    | Thespa Kusatsu            | 42  | 12 | 11 | 19 | 031:450 | −14   | 47     |
| 18.                    | Avispa Fukuoka (A)        | 42  | 9  | 14 | 19 | 053:680 | −15   | 41     |
| 19.                    | Kataller Toyama           | 42  | 9  | 11 | 22 | 038:590 | −21   | 38     |
| 20.                    | Gainare Tottori           | 42  | 11 | 5  | 26 | 033:780 | −45   | 38     |
| 21.                    | FC Gifu                   | 42  | 7  | 14 | 21 | 027:550 | −28   | 35     |
| 22.                    | FC Machida Zelvia (N)     | 42  | 7  | 11 | 24 | 034:670 | −33   | 32     |
| Stand: Ende der Saison |                           |     |    |    |    |         |       |        |

| (A) | Absteiger aus der J.League Division 1 2011: Ventforet Kofu, Avispa Fukuoka, Montedio Yamagata |
| (N) | Neuling aus der Japan Football League 2011: Matsumoto Yamaga FC, FC Machida Zelvia            |

### Aufstiegsplayoffs
Für die erstmals ausgespielten Aufstiegsplayoffs qualifizierten sich mit Kyōto Sanga, Yokohama FC, JEF United Ichihara Chiba und Ōita Trinita die Mannschaften auf den Plätzen 3 bis 6 der regulären Saison.

#### Halbfinale
Im ersten von zwei Halbfinalspielen trafen Kyōto Sanga und Ōita Trinita aufeinander. Die Mannschaft von der Insel Kyūshū setzte sich dank seines Stürmers Yasuhito Morishima, der alle vier Treffer seiner Mannschaft erzielte, mühelos durch. Für die Heimmannschaft wurde zudem Yūta Someya nach einer Stunde mit der Gelb-Roten Karte des Feldes verwiesen.
| Paarung        | Kyōto Sanga – Ōita Trinita                                    |
| Ergebnis       | 0:4 (0:2)                                                     |
| Datum          | 18. November 2012                                             |
| Stadion        | Nishikyōgoku Athletic Stadium, Kyōto                          |
| Zuschauer      | 10.760                                                        |
| Schiedsrichter | Hajime Matsuo                                                 |
| Tore           | 0:1, 0:2, 0:3 und 0:4 Yasuhito Morishima (17., 33., 61., 90.) |

Im zweiten Halbfinale spielte Yokohama FC gegen JEF United Ichihara Chiba. Durch ein Tor von Yoshihito Fujita gingen die Gäste mit einer Führung in die Pause. Zwei Treffer durch Kōki Yonekura und erneut Fujita innerhalb von fünf Minuten kurz nach der Pause stellten die Weichen für das Weiterkommen von JEF United, Kentarō Satō setzte kurz vor Abpfiff den Schlusspunkt.
| Paarung        | Yokohama FC – JEF United Ichihara Chiba                                                                 |
| Ergebnis       | 0:4 (0:1)                                                                                               |
| Datum          | 18. November 2012                                                                                       |
| Stadion        | NHK Spring Mitsuzawa Football Stadium, Yokohama                                                         |
| Zuschauer      | 10.594                                                                                                  |
| Schiedsrichter | Nobutsugu Murakami                                                                                      |
| Tore           | 0:1 Yoshihito Fujita (35.), 0:2 Kōki Yonekura (53.), 0:3 Yoshihito Fujita (58.), 0:4 Kentarō Satō (88.) |

#### Finale
Im Finalspiel, das im Olympiastadion Tokio ausgetragen wurde, mussten die Zuschauer bis kurz vor Schluss auf einen Treffer warten, ehe Takenori Hayashi die Partie zugunsten von Ōita Trinita entschied.
| Paarung        | Ōita Trinita – JEF United Ichihara Chiba |
| Ergebnis       | 1:0 (0:0)                                |
| Datum          | 23. November 2012                        |
| Stadion        | Olympiastadion, Tokio                    |
| Zuschauer      | 27.433                                   |
| Schiedsrichter | Yūichi Nishimura                         |
| Tore           | 1:0 Takenori Hayashi (86.)               |